# Форт Льюїс
Форт Льюїс (англ. Fort Lewis), також Об'єднана військова база Льюїс-Маккорд (англ. Joint Base Lewis-McChord) — одна з військових баз армії США, розташована на відстані 14,6 км південно-південно-західніше міста Такома, у штаті Вашингтон. Загальна чисельність бази — 19 089 чоловік (станом на 2008).